# Ciulinii Bărăganului (roman)
Acest articol se referă la roman. Pentru film, vezi articolul Ciulinii Bărăganului (film).
Ciulinii Bărăganului (Les chardons du Baragan) este un roman în limba franceză care a fost scris de Panait Istrati în 1928. A fost tradus în limba română de Eugen Barbu. A apărut prima dată în limba română în 1948.
Este un omagiu adus țăranilor dispăruți în răscoala din 1907.
Romanul a fost ecranizat în 1957 în regia lui Louis Daquin și Gheorghe Vitanidis.